# جانسونویل (نیویورک)
جانسونویل (به انگلیسی: Johnsonville) یک منطقهٔ مسکونی در ایالات متحده آمریکا است که در شهرستان رنسلیر، نیویورک واقع شده‌است.